# Cyphon remotus
Cyphon remotus is een keversoort uit de familie moerasweekschilden (Scirtidae). De wetenschappelijke naam van de soort werd in 1980 gepubliceerd door Bernard Klausnitzer.